# Arsenda d'Àger
Arsenda d'Àger

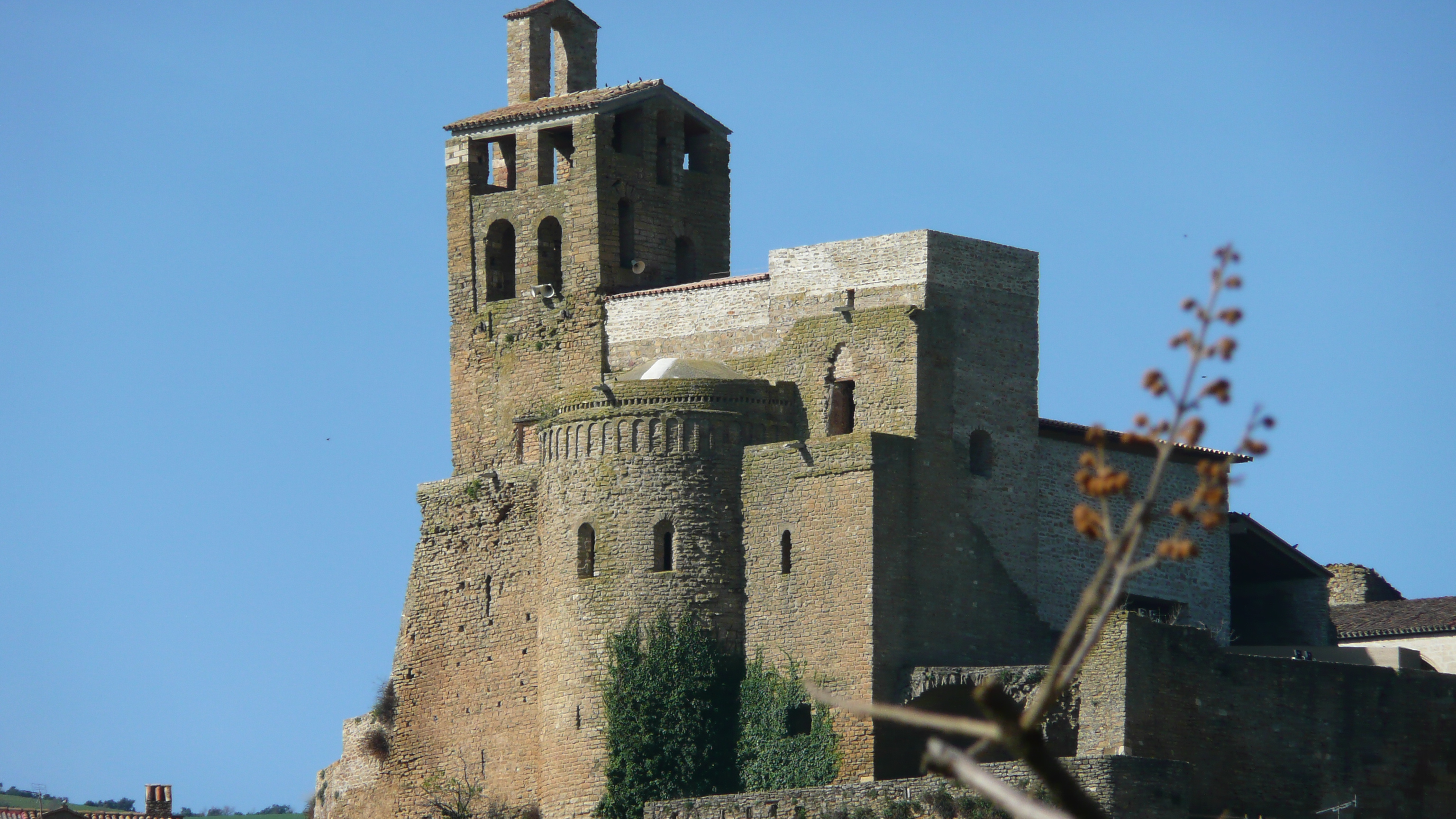
Castell d'Àger

(v.1015-1068) va ser una dona de la petita noblesa del segle xi, filla i esposa de cavaller.

## Biografia
Va néixer l'any 1015 (?) i sembla que provenia de la família Bernat de Fluvià; es casà amb Arnau Mir de Tost, cavaller del comtat d'Urgell, que intervingué a la frontera contra els sarraïns i en la conquesta de la Vall d'Àger, on s'instal·là amb Arsenda. Tingueren cinc filles i dos fills; només li sobrevisqueren dues filles: Letgarda, que es casà amb Ponç Guerau de Cabrera, i Valença, casada amb el comte Ramon V de Pallars Jussà.
Arsenda figura per primera vegada al costat del seu marit l'any 1033 en l'escriptura de compra conjunta del castell de Llordà (Pallars Jussà). Arsenda i Arnau conqueriren i repoblaren la Vall d'Àger. Ambdós van signar escriptures en favor d'esglésies i castells; per exemple, l'any 1048, van fer una escriptura a favor de la canònica de Sant Pere d'Àger, que havien fundat i construït sobre una mesquita anterior. En el text, Arnau i Arsenda es consideren repobladors, conqueridors i edificadors d'un territori on abans hi havia hagut conflicte fronterer.
Des dels primers temps de la seva actuació pública, Arsenda contribuí a la dotació i construcció d'esglésies. Per mediació seva, l'abat Oliba envià relíquies per a l'església de Sant Martí de Tost, consagrada el 1040. La carta de l'abat especifica que les enviava a petició d'Arsenda. Ella actuà al costat del seu marit en el repoblament de la vall, establint-hi famílies camperoles i atorgant cartes de poblament. També realitzà una tasca conciliadora en uns temps de guerres feudals, com mostra el casament de la seva filla Valença amb en Ramon V de Pallars Jussà. Aquí se'ns presenta en una faceta diplomàtica i pacificadora.

## Dona repobladora i civilitzadora
Segons Pierre Bonnassie, hi ha abundant documentació del segle xi en què les dones hi tenen una gran presència: dames i reines com Ermessenda, Almodis de la Marca o Llúcia de la Marca estan plenament documentades com a aprisiadores (vegeu aprisió), edificadores i repobladores. Hi ha dones de tots els estaments socials (pageses, artesanes, nobles...) que signen documents i apareixen en el ritual del jurament feudal. Arsenda, com a dama, contribuí en l'organització i articulació dels espais acabats d'incorporar que ens descriu, en el seu testament, com una vall fèrtil. Ella, com les pioneres anònimes en els temps de la colonització del que ara anomenem la Catalunya Nova, no era una espectadora de la història sinó que actuava sobre el territori.
Arsenda no fou l'única dona que participà en la repoblació de les terres arravatades als sarraïns. Al segle xi, es documenten dones que col·laboren en la colonització de les terres frontereres. Treballaven al costat dels homes, algunes fins i tot prenien la iniciativa, ocupaven terres com Guinedilda que, sense home i amb tres fills i altres dues parelles pioneres, fou la primera a ocupar Cervera. Precisament, fou la comtessa Ermessenda qui concedí a Guinedilda i als seus el territori que havien repoblat en un lloc estratègic de la frontera. Li va atorgar una carta de repoblament al seu nom el febrer de 1026. La comtessa reconeix que s'havia produït una aprisió de terres ermes i que n'era la primera ocupant. Ella representa un símbol de dona repobladora legalment reconeguda per l'autoritat feudal de la comtessa Ermessenda. Ens trobem en un context d'una important presència femenina: camperoles que treballen la terra, repobladores que funden nuclis de població, dones titulars de castells, i comtesses que governen.

## Núpcies i descendents
L'any 1033 ja estava casada, amb Arnau Mir de Tost quan compraren conjuntament el castell de Llordà (Pallars Jussà). D'aquest matrimoni nasqueren tres nens: un Arnau i dos amb el nom de Guillem, pel que un devia morir abans del naixement de l'altre. Cap d'ells sobrevisqué als pares. I també dues filles:
- Letgarda, vescomtessa d'Àger, que es casà el 1067[7] amb Ponç Guerau de Cabrera vescomte de Girona,
- Valença, que es casà el 1056 amb Ramon V de Pallars Jussà.

## El testament d'Arsenda
El que realment ens dona notícia excepcional d'aquesta dama del segle xi és el seu testament, datat el 23 de maig del 1068. Aleshores, era una dona madura, d'uns cinquanta anys, que sabia que la mort era a prop i tenia la voluntat de distribuir les seves propietats amb serenitat i en què es veu un recorregut de la seva vida per mitjà dels seus castells i dels temples i esglésies que va fundar.
Mitjançant el testament, podem saber que era una dona culta, que sabia llegir i escriure. La seva guia són les Sagrades Escriptures, amb les quals pensa i dicta testament, que signa amb la seva pròpia mà. El testament és escrit en llatí, amb un vocabulari culte, concís, influït pel català. S'ha de destacar el llenguatge simbòlic i ple de sentiment del text. Arsenda suggereix, demana, suplica que es faci la seva voluntat amb unes frases en què es nota que, malgrat que tenia poder social, en ser dona no podia manar ni ordenar al marit que es fes la seva voluntat. Darrere d'aquest text, mostra una gran personalitat i les seves paraules han captivat els historiadors.
Diferencia el que eren béns propis dels adquirits per aprisió o conquesta. Considera que aquests últims i els béns mobles eren dels dos membres del matrimoni i, en canvi, els vestits i les joies eren d'ella i en disposava a la seva voluntat.

## El simbolisme dels objectes[9]
Podríem dividir el testament en quatre parts en què hi ha tots els objectes que deixa. Considera seus els objectes personals, els que estan més vinculats a la seva condició de dona:
1. Els vestits i les joies: en descriu cada objecte detalladament, els vestits són d'origen oriental o andalusí, de teles luxoses i colors vius segons la iconografia medieval. Juntament amb les joies, els distribueix entre esglésies i monestirs. Alguns d'aquests objectes més preuats els dona a les seves filles.
2. Els perfumadors: objectes d'ús personal que ofereix a Déu en un fragment que reproduïm:
"El meu perfumador d'or el deixo a Sant Pere d'Àger perquè pengi davant l'altar, junt amb el meu perfumador que és fet d'olors i té forma de codony. El meu perfumador de plata que pengi davant l'altar de Sant Miquel de Montmagastre".
Aquí es reflecteix un costum que parteix de textos bíblics sobre els quals segurament havia reflexionat, com l'Apocalipsi. Recorre a textos bíblics per expressar els seus desitjos i aprofita aquesta donació per envoltar-la d'un clar simbolisme religiós. Segurament, havia tingut a les seves mans el Beatus que es conserva a la seu d'Urgell.
3. Un joc d'escacs: aquest és l'únic objecte que deixa al seu marit. És un objecte molt valuós, tallat en cristall de roca i d'origen àrab (provinent d'un regal o d'un botí). Entre l'aristocràcia feudal, es convertí en un objecte d'entreteniment molt preuat a partir del segle xi. Mostrava un estil de vida molt refinat. Arsenda el considera un objecte d'ús comú, mostra d'un oci compartit amb Arnau.
En morir Arnau, el joc d'escacs passà a la col·legiata de Sant Pere d'Àger. Un inventari de 1547 el cita: "en una caxa de fusta, quaranta-quatre peces de crestall. Diu-se són squacs. No se sap qui·lls donà, creu-se los donà lo comte d'Urgell". El tauler d'escacs figura a l'escut d'Àger i al comtat d'Urgell. Actualment, hi ha dinou peces del tauler al Museu de Lleida, però no s'hi menciona Arsenda sinó el seu marit, Arnau Mir de Tost.
4. Camins: Arsenda fa donacions per a la construcció de ponts sobre rius i vies en passos perillosos. Això implica la consciència d'una domesticació del territori i una acció espiritual per a promoure el trànsit de pelegrins pel camí de Sant Jaume. Així, també fa donacions per construir hospitals. En el testament, promou la continuació del procés de repoblament i ordenació del territori.
5. I finalment, deixa en usdefruit al seu marit els béns immobles, els castells i terres; suggereix la successió a les seves filles i a altres membres de la família.
Podem concloure que Arsenda d'Àger era una dona sensible, culta, envoltada de perill i luxe en uns castells de frontera, amb un gran sentit de la religiositat, de la fidelitat, de l'amor i del poder. Aquest testament és un llegat amb una veu pròpia, de dona, al voltant de l'any mil. No es limita a ser espectadora dels esdeveniments, sinó que actua, opina, es fa sentir amb la paraula.